# Striker (film 1987)
Striker (lub Combat Force) − włosko-amerykański film akcji z 1987 roku, w Polsce znany także pod tytułem Komandos. Obraz wyreżyserował Enzo G. Castellari, w rolach głównych wystąpili Frank Zagarino i Werner Pochath. Film utrzymany jest w stylu serii Rambo.

## Obsada
- Frank Zagarino − John Slade
- Werner Pochath − Houtman
- John Phillip Law − Frank Morris
- Melonee Rodgers − Marta
- John Steiner − Kariasin
- Daniel Greene − kierowca ciężarówki